# رديولة
رَدْيُولَة جنس نباتات عشبة حولية برية من الفصيلة الكتانية. منبت أنواعه حوض البحر الأبيض المتوسط. أشهرها رديولة كتانية. منبتها الطوعي بين جبلي صنين والكنيسة.